# Флаг Гамбурга
Флаг Гамбурга — официальный символ города Гамбург в Германии. Представляет собой красное полотнище с соотношением сторон 3:5 с белым замком о трёх башнях — гербовой фигурой Гамбурга. Флаг повторно принят в 1834 году на основе герба Гамбурга, однако флаги подобного дизайна город использовал и ранее, до потери суверенитета в 1806 году. При этом встречались различные цветовые решения, в том числе красный замок на белом фоне. Первые известные изображения замка с тремя башнями как символа Гамбурга принадлежат печатям 1241 года. Описанный основной вариант флага может использоваться как правительственными учреждениями, так и негосударственными организациями и гражданами.
Помимо него существует правительственный флаг, используемый исключительно сенатом Гамбурга. На нём в красном поле вместо замка изображён полностью большой герб Гамбурга. Данный флаг был введён 8 октября 1897 года и подтверждён 6 июня 1952 года.
Существует также морской флаг с белым замком и синим якорем, используемый на судах, принадлежащих городу, и в учреждениях, связанных с мореплаванием.